# Let's Get Killed
Albums de David Holmes
This Film's Crap Let's Slash the Seats
(1995) Bow Down to the Exit Sign
(2000)
Let's Get Killed est un album de David Holmes, sorti en 1997.

## L'album
L'album associe des extraits de conversation entre des prostituées, des clochards, des proxénètes et des dealers à des compositions jazz-funk, ambiant, techno et latino. Il obtient le prix du meilleur album irlandais aux Irish Rock Awards. L'album atteint la 34e place des charts britanniques. Il fait partie des 1001 albums qu'il faut avoir écoutés dans sa vie. 

### Titres
Tous les titres sont de David Holmes, sauf mentions. 
1. Listen (0:49)
2. My Mate Paul (5:29)
3. Lets Get Killed (7:28)
4. Gritty Shaker (6:40)
5. Head Rush on Lafayette (1:20)
6. Rodney Yates (6:24)
7. Radio 7 (Monty Norman) (5:49)
8. The Parcus & Madder Show (0:51)
9. Slashers Revenge (4:46)
10. Freaknik (6:45)
11. Caddell Returns (5:42)
12. Don't Die Just Yet' (Serge Gainsbourg) (6:43)
13. For You (0:59)

### Musiciens
- Gem Archer : guitare
- The London Session Orchestra : cordes sur Radio 7 et Don't Die Just Yet
- Keith Tenniswood : guitare, vibraphone